# يوهان كريستيان مارتن بارتلس
يوهان كريستيان مارتن بارتلس (بالألمانية: Johann Christian Martin Bartels )‏ (و. 1769 – 1836 م) هو رياضياتي، وتربوي من اتحاد الراين، والإمبراطورية الروسية، ولد في براونشفايغ، توفي في تارتو، عن عمر يناهز 67 عاماً.

## التعليم
تعلم في جامعة غوتينغن.